# Ledoira
Ledoira (llamada oficialmente San Martiño de Ledoira) es una parroquia del municipio de Frades, en la provincia de La Coruña, Galicia, España.

## Entidades de población
Entidades de población que forman parte de la parroquia:
- A Figueira
- A Igrexa
- As Quintás
- Fonte Maior
- O Covelo
- Ponte Carreira
- Receá
- Rivadas (Ribadas)
- Vilar (O Vilar)
- Vilorín

## Demografía
| Gráfica de evolución demográfica de Ledoira entre 2000 y 2023 |
|                                                               |
| Población de derecho según el padrón municipal del INE        |